# Zeepkist (voertuig)

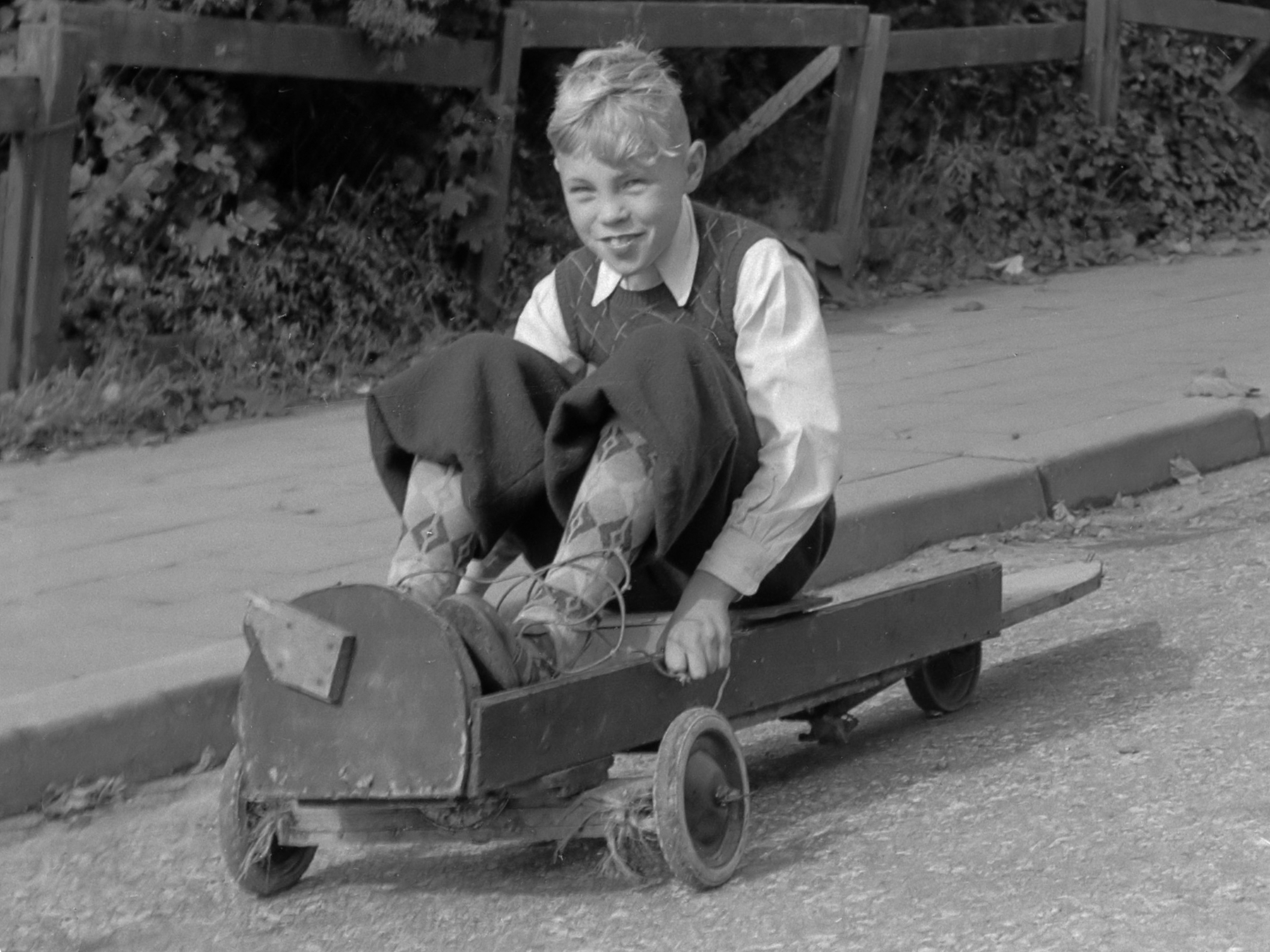
Een zeepkist met een touw als stuur (1950)

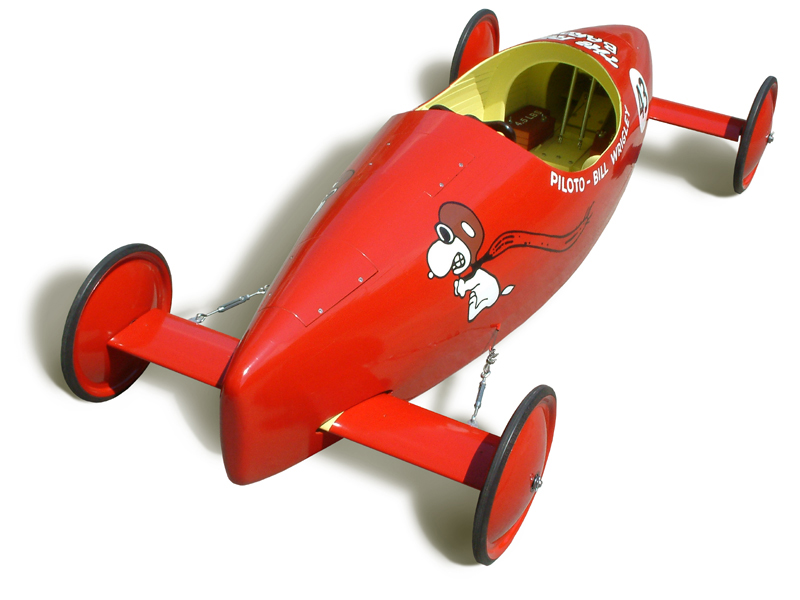
Replica van een vakkundig met de hand gemaakte zeepkist uit de jaren 60, gebruikt in races in Canada

Een zeepkist is een zelfgemaakt voertuig zonder motor.
Zo'n voertuig wordt door of voor kinderen gemaakt door een kistje op wieltjes te zetten. Vroeger werden hiervoor grootverpakkingen gebruikt, bijvoorbeeld een kist waarin zeep bewaard of vervoerd kon worden - vandaar de naam. Een zeepkist kan door een ander kind geduwd worden, maar ook van een helling rijden. De wagens die voor races worden gebruikt zijn vaak van een meer professioneler ontwerp.

## Ontwerp
Een zeepkist kan verschillende soorten sturen hebben: touwtjes, met de voeten sturen, met hendeltjes of met een voorvork van een fiets met daaraan een stuur. Als rem zijn verschillende mechanismes mogelijk: met een hendel contact maken met de grond, remmen door met een pedaal of met een hendel tegen het wiel te duwen.

## Zeepkistenraces
Soms wordt er een zeepkistenrace georganiseerd. Omdat een zeepkist geen motor heeft, heeft het parcours van een zeepkistenrace meestal een helling als startpunt. De bekendste zeepkistenrace is de Red Bull Zeepkistenrace in Valkenburg. Deze wordt ook op televisie uitgezonden.
Om veiligheidsredenen gelden bij de meeste zeepkistenraces de volgende regels:
- De zeepkist moet 3 of 4 wielen hebben die tijdens de race grond moeten raken.
- De zeepkist mag geen uitsteeksels hebben.
- De zeepkist moet remmen hebben op beide achterwielen.
- De zeepkist moet een goed stuur hebben.
- De racer moet een helm dragen.

## Afbeeldingen

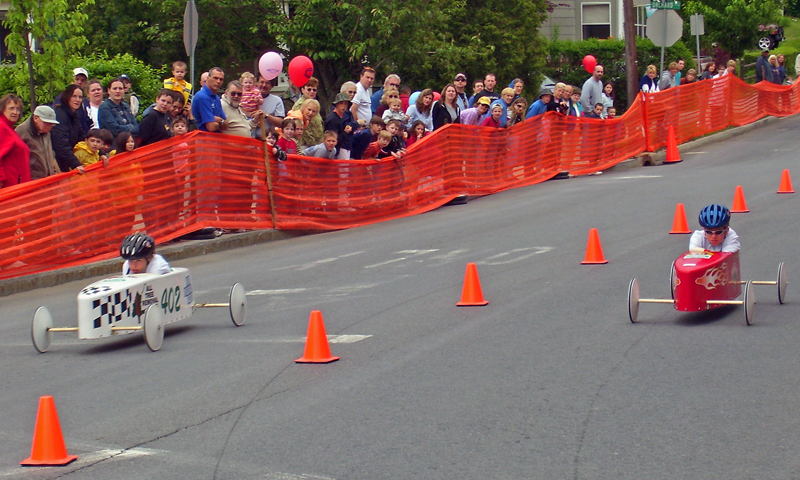
Zeepkistenrace in de Verenigde Staten
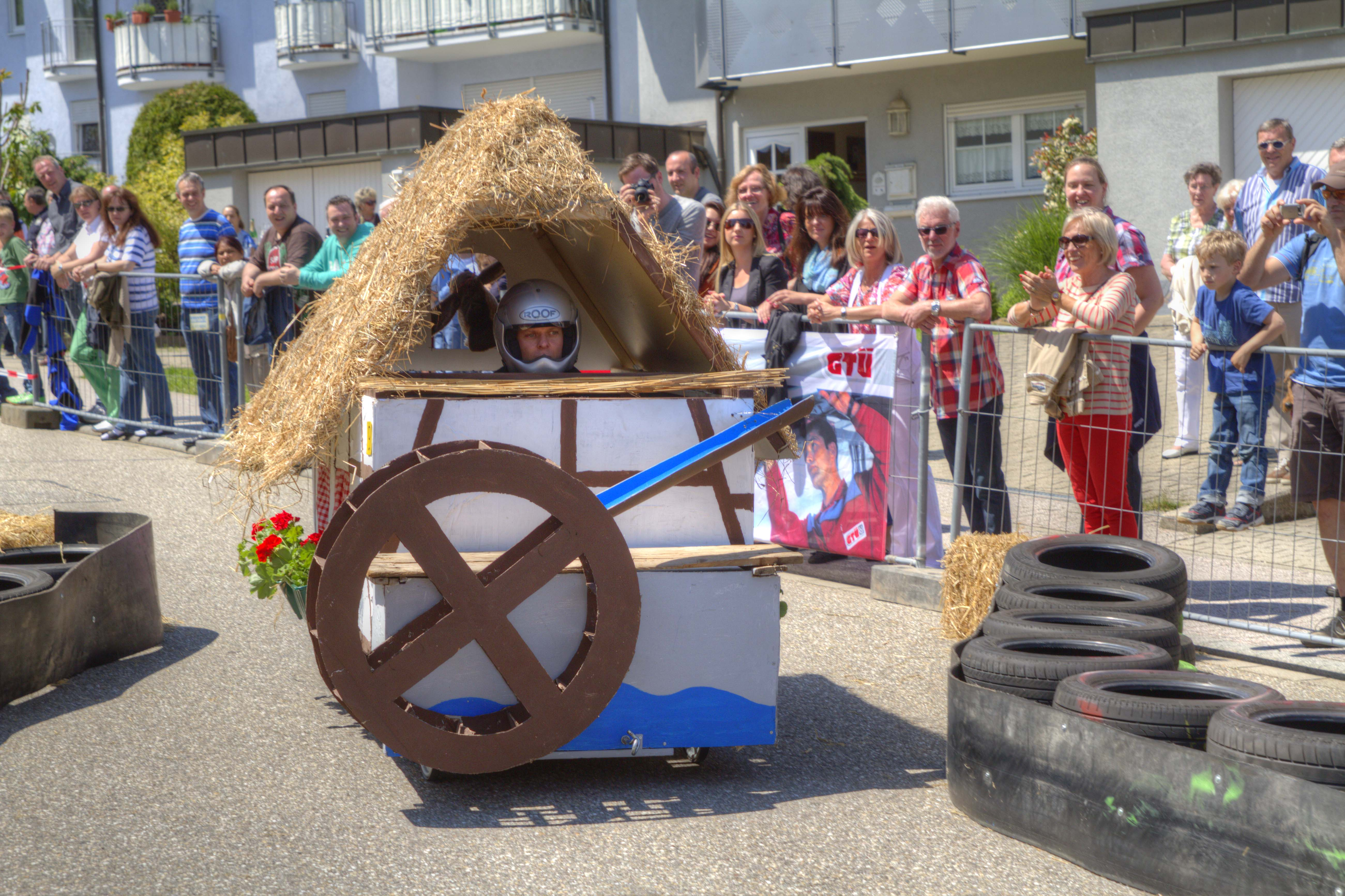
Zeepkist als watermolen in Duitsland
- De eerste echte zeepkistenraces in Nederland (1950)
- Bioscoopjournaal uit 1959. Zeepkistenrace in Amersfoort
- Bioscoopjournaal uit 1958. Zeepkistenrace aan de Westzeedijk te Rotterdam